# Lamarckia
Lamarckia es un género monotípico de plantas herbáceas perteneciente a la familia de las poáceas. Su única especie, Lamarckia aurea, es originaria de la región del Mediterráneo hasta Pakistán.

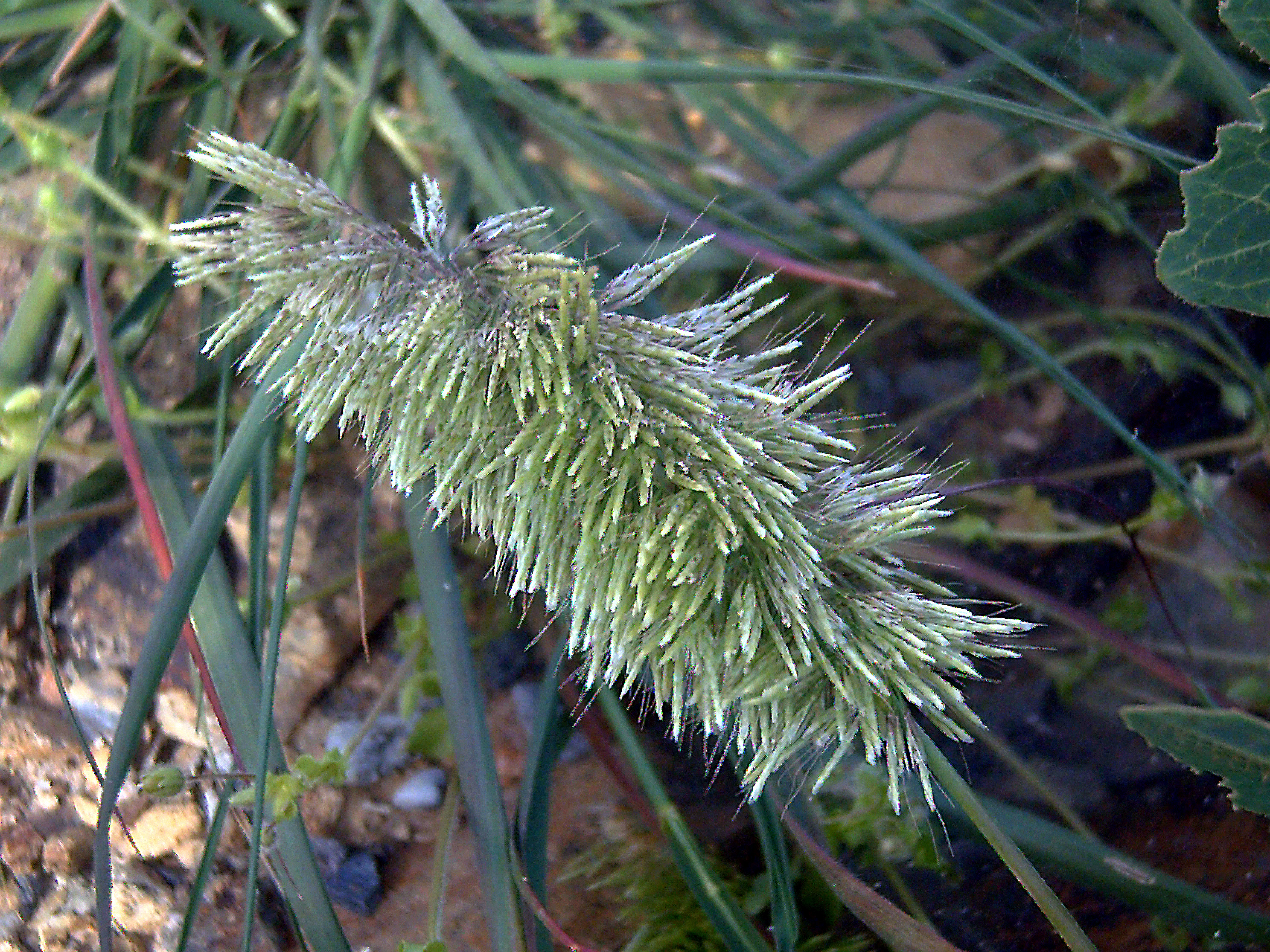
Inflorescencia

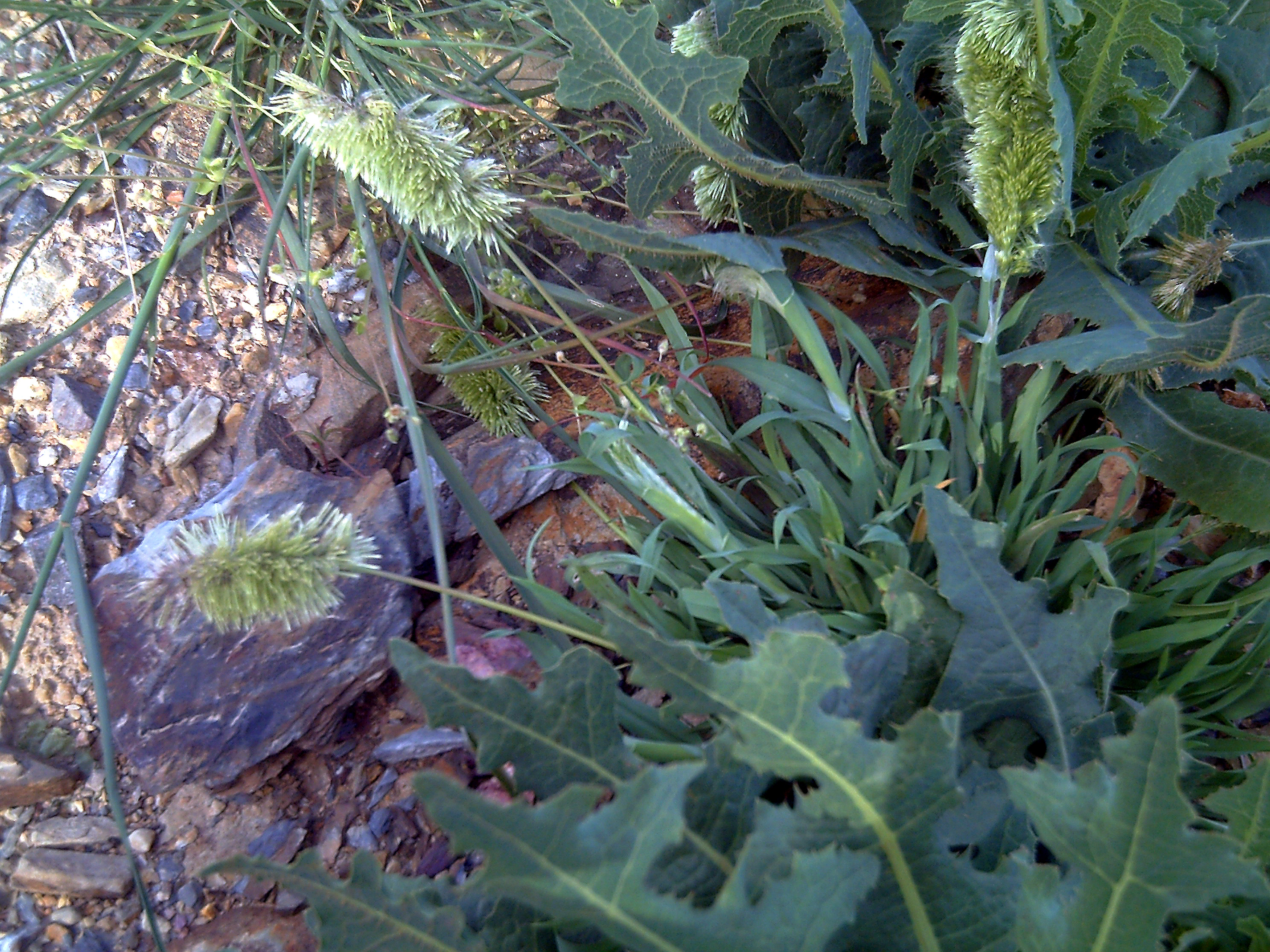
Espigas

## Descripción
Hierbas anuales. Las hojas presentan una vaina de márgenes libres; la lígula es membranosa, el limbo plano. La inflorescencia es una panícula densa, unilateral. Presenta espiguillas dimórficas, comprimidas lateralmente, dispuestas en grupos de 3-5 largamente pedunculados, las 2-4 inferiores de cada grupo estériles, con numerosas lemas dísticas y obovadas; la superior fértil, con 1 flor hermafrodita y 1 flor estéril. Dos glumas linear-lanceoladas, membranosas, uninervadas, más cortas que las flores. La lema de la flor fértil es membranosa, con 5 nervios poco marcados, aristada. La pálea de la flor fértil es escariosa, de la longitud de la lema, con 2 quillas. El androceo posee 3 estambres. El ovario es glabro. El fruto es una cariopsis oblonga y glabra. 
Es una matilla muy común de 5 a 20 cm, caracterizada por su densa inflorescencia, propia de suelos muy raquíticos en los que a roca madre apenas está erosionada. Hojas de 2 a 6 mm de ancho, suaves y pálidas, las superficiales con las vainas algo hinchadas, lígula de 5 a 10 mm. Tallo lampiño con ramas pubescentes inmediatamente debajo de las espículas. Flor en panícula densa de 1 a 6 cm de largo y de 2 a 2,5 cm de ancho, un tanto unilateral, oval-oblonga y aristada con espiguillas en grupos de 3 a 5, primero verdes y luego doradas, con cortos pedúnculos vellosos, donde una espiguilla fértil con flor desarrollada y otra superior rudimentaria están rodeadas por 2 a 4 espiguillas estériles, cada una de 6 a 10 mm de longitud. La espiguilla fértil tiene lemas alargadas y puntiagudas casi iguales, con una arista de 6 a 10 mm; espiguillas estériles formadas por un par de glumas semejantes a las de la flor fértil y lemas en número de 6 a 12, que se solapan entre sí, en dos filas, obovadas, de unos 7 mm, múticas, finalmente pubescentes. Se reproduce por semilla.

## Distribución y hábitat
Euroasiática, Macaronésica y Europa mediterránea, excepto Albania y Turquía. Extendida por la península ibérica y Baleares. Con ligera tendencia calcícola, en lugares rocosos, umbrosos, pastizales y cultivos muy ralos y secos, en sustratos aluviales calizos con abundante pedregosidad. Pastizales y herbazales viarios nitrificados. Terófito.

## Taxonomía
Lamarckia aurea fue descrita por (Linneo) Moench y publicado en Methodus Plantas Horti Botanici et Agri Marburgensis : a staminum situ describendi 201. 1794.
Etimología
El nombre del género Lamarckia está dedicado a Jean Baptiste de Lamarck (1774-1829), zoólogo y botánico francés.
aurea: epíteto latino que significa "dorada".
Citología
El número de cromosomas es de: x = 7. 2n = 14. 2 ploidias.
Sinonimia
- Achyrodes aureum (L.) Kuntze
- Chrysurus aureus (L.) P.Beauv. ex Spreng.
- Chrysurus aureus Besser
- Chrysurus cynosuroides Pers.
- Cynosurus aureus L.
- Lamarckia hookeriana Griff.
- Pterium elegans Desv.
- Tinaea elegans Garzia ex Parl.[3][4]

## Nombres comunes
- Castellano: cepillitos, cepillos, grama aurea, grama áurea, grama dorada, rabo de cordero, raspajos, raspojos.[5]